# Едвард О'Гара
Едвард Генрі «Бутч» О'Гара (англ. Edward Henry «Butch» O'Hare; нар. 13 березня 1914 — пом. 26 листопада 1943) — американський військовий льотчик Військово-морських сил США, який став першим військово-морським асом Другої світової війни та першим морським льотчиком, який отримав вищу американську військову нагороду — «Медаль Пошани», за бій 20 лютого 1942 року.
На честь Едварда О'Гари названий міжнародний аеропорт у Чикаго та ескадрений міноносець класу «Ґірінґ» «USS O'Hare (DD-889)».

## Життєпис
Едвард Генрі О'Гара народився 13 березня 1914 року в Сент-Луїс, штат Міссурі, в сім'ї Едварда Джозефа О'Гари та Сельми Анни Лаут. Окрім Едварда, в сім'ї було ще двоє дочок: Патриція (нар. 1919) та Мерилін (нар. 1924). 1927 року батьки розлучилися, батько переїхав у Чикаго, а мати з дітьми залишилася в Сент-Луїсі. Його батько був адвокатом, який працював на Аль Капоне, згодом допоміг засудити Капоне за ухилення від сплати податків.

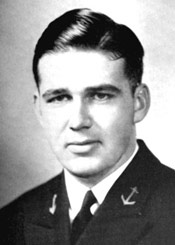
Мічман Едвард О'Гара. 1935 рік

У 1932 році Едвард О'Гара закінчив Західну військову академію в місті Олтон, штат Іллінойс. Наступного року він вступив у Військово-морську академію США в Аннаполісі, штат Меріленд, яку закінчив у 1937 році.
3 червня 1937 року був призначений, у званні енсина, на лінкор «USS New Mexico (BB-40)», на якому прослужив два роки.
У 1939 році Едвард О'Гара вступив до авіашколи «NAS Pensacola» у Флориді. 2 травня 1940 року отримав пілотський диплом та був зарахований у 3-ю винищувальну ескадрилью (VF-3) авіаносця «Саратоґа».
На початку 1941 року VF-3 перейшов на авіаносець «Ентерпрайз», оскільки «Саратоґа» був відправлений на технічне обслуговування та капітальний ремонт у військово-морську корабельню ВМС США «Puget Sound Naval Shipyard», в затоці П'юджет-Саунд, поблизу містечка Бремертон, штат Вашингтон.
8 грудня 1941 року, наступного дня після нападу японців на Перл-Гарбор, Едвард О'Гара був викликаний з відпустки та прибув на авіаносець «Саратоґа».
11 січня 1942 року авіаносець «Саратоґа» був пошкоджений торпедою японської підводного човна під час патрулювання, яке він здійснював на південному заході Гаваїв. 9 лютого авіаносець «Саратоґа» відбув у військово-морську корабельню ВМС США «Puget Sound Naval Shipyard», поблизу містечка Бремертон, штат Вашингтон, де провів п'ять місяців на ремонті.
31 січня 1942 року ескадрилью VF-3 перевели тимчасово на авіаносець «Лексінґтон».

### Бій 20 лютого 1942 року
У другій половині лютого авіаносець «Лексінґтон» вирушила в рейд на Рабаул. 20 лютого японський патрульний гідроплан «H6K» виявив авіаносець «Лексінґтон» за 460 миль на північний схід від Нової Британії. О 10:15 оператор РЛС «Лексінґтону» доповів про контакт на дистанції 35 миль в напрямку на південний схід. У повітря підняли бойовий патруль з шести літаків 1-го дивізіону VF-3. Патруль не виявив нічого. Проте о 16:25 за 47 миль на захід було виявлено групову ціль, і шістка винищувачів 3-го дивізіону була направлена на перехоплення. О'Гара був ведучим другої пари.

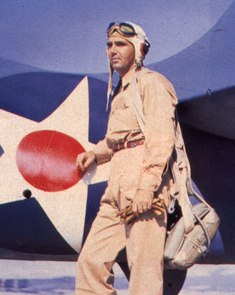
Едвард О'Гара. Весна 1942 року.

О 16:43 злетіла четвірка «Вайлдкетів» 1-го дивізіону. Бій тривав вже 8 хвилин, чотири японські бомбардувальники були збиті, а п'ятий, який був пошкоджений, добили палубні зенітники при спробі вчинити таран. Четвірка японських бомбардувальників яка залишилась зуміла скинути бомби, але авіаносець ухилився від влучень. Японські бомбардувальники повернули назад, їх переслідували американські винищувачі та кількома «Донтлессів», а О'Гара зі своєю парою залишився патрулювати над «Лексінґтоном».
О 16:49 оператор палубної РЛС повідомив про контакт зі ще однією груповою ціллю, яка рухалась зі сходу, та знаходиться на відстані у 12 миль від авіаносця. О 17:00 на перехоплення вилетіла пара О'Гари. Перед боєм льотчики перевірили зброю, і виявилось, що кулемети веденого Маріона Вільяма Дюфіло заклинило і не стріляють, але він вирішив брати участь в атаці. Повітряний бій розпочався за 9 миль від «Лексінґтону». Японці були на 1500 футів нижче та йшли на повній швидкості.
О'Гара розпочав першу атаку, для якої вибрав крайній літак на правому фланзі клину японських бомбардувальників, і чергою по правому двигуну та бензобаку в крилі, вивів з бою літак офіцера 2-го класу Ріосуке Коґіку. О'Гара переніс вогонь на лівий бік та атакував літак офіцера 1-го класу Коджі Маєду. Літак Маєди загорівся, але його екіпажу вдалося загасити полум'я з вогнегасника. Маєда з Коґіку наздогнали групу бомбардувальників, які вже готувалися до кидання бомб.
Потім О'Гара розпочав другу атаку з літака офіцер 1-го класу Бін Морі. Він пошкодили правий двигун та лівий паливний бак бомбардувальника, змусивши Морі скинути бомби та повертатися. Далі О'Гара атакував літак офіцера 1-го класу Сусуму Учіями, який загорівся та впав у море.
Розвернувшись для нової атаки О'Гара побачив, що п'ятірка японських бомбардувальників вже готується завдати удар по авіаносцю. О'Гара спершу збив лейтенанта Акіру Мітані, лівого веденого у першій ланці, а потім завдав удару по ведучому, який з відірваним лівим двигуном почав падати вниз. Потім О'Гара наздогнав для атаки літак Маєди, який відстав від загальної групи японських бомбардувальників, але виявив, що у нього вже закінчились боєприпаси. Тому О'Гара повернувся на авіаносець. Чотири японські бомбардувальники які залишились, все-таки скинули бомби, але капітан авіаносця зміг ухилитися від них.
О'Гара вважав, що він збив шість бомбардувальників, а сьомого пошкодив. Насправді О'Гара збив три японські бомбардувальники під керуванням Учіями, Мітані та Іто. Загалом у цьому бою американцями було збито 13 бомбардувальників «Mitsubishi G4M» та два гідроплани «Kawanishi H6K». Американці ж втратили два винищувачі, кораблі ушкоджень не отримали.
Коли авіаносець «Лексінґтон» повернувся у Перл-Гарбор, Едвард О'Гара одразу став національним героєм.

## Загибель
О'Гара зник безвісти 26 листопада 1943 року, під час нічної місії з перехоплення ворожих бомбардувальників. Існує декілька версії його загибелі. За однією з них, найпоширенішою, О'Гара був збитий вогнем з японського бомбардувальника. За іншою — О'Гару збили «дружнім вогнем», тобто ведений розстріляв літак ведучого. За третьою версією літак О'Гари під час виконання маневру торкнувся вінґлетом крила океану та затонув. Через рік після зникнення О'Гара був оголошений загиблим.

## Особисте життя
У липні 1941 року Едвард О'Гара навідався до рідного міста Сент-Луїса, де під час відвідин дружини свого товариша у лікарні, зустрів свою майбутню дружину, медсестру Риту Вустер.
6 вересня 1941 року Едвард О'Гара та Риту Вустер побралися за римо-католицьким обрядом у церкві Святої Марії в Феніксі. У подружжя народилася донька Кетлін.